# شعبوية يسارية
تُعد الشعبوية اليسارية، وتُدعى أيضًا بالشعبوية الاجتماعية، أيديولوجية سياسية تجمع بين اليسارية السياسية وخطاب الشعبوية ومحاورها الفكرية. غالبًا ما يتمثل خطابها في معاداة النخبوية ومعارضة المنظومة الحاكمة والتحدث باسم «عامة الشعب». من المحاور الشعبوية اليسارية المتكررة: الديمقراطية الاقتصادية والعدالة الاجتماعية والتشكيك في العولمة. تلعب النظرية الاشتراكية دورًا أقل مما تلعبه الأيديولوجيات اليسارية التقليدية.
يرتبط انتقاد الرأسمالية والعولمة بمعاداة النزعة العسكرية، والتي ازدادت في الحركات الشعبوية اليسارية نتيجة لعمليات الولايات المتحدة العسكرية المنبوذة، ولا سيما تلك التي في الشرق الأوسط. من المعتقد أن اليسار الشعبوي لا يستبعد الآخرين حسب حالتهم الاجتماعية ويعتمد على مبادئ المساواة. يشير بعض الباحثين إلى الحركات الشعبوية اليسارية القومية أيضًا، على أنها خاصية قدمها الفكر الكمالي (الكمالية) في تركيا مثلًا أو الثورة البوليفارية في فنزويلا. على عكس الشعبوية الإقصائية أو اليمينية، تميل الأحزاب الشعبوية اليسارية إلى أن تكون داعمة لحقوق الأقليات وإلى تصورٍ عن المواطنة غير محدد بخصوصية ثقافية أو اثنية.
مع ظهور ائتلاف اليسار الراديكالي (سيريزا) اليوناني وبوديموس الإسباني، وبدرجة ما، حركة النجوم الخمسة الإيطالية خلال أزمة الديون الأوروبية، كان هناك نقاش متزايد حول الشعبوية اليسارية الجديدة في أوروبا.

## حسب البلد

### الدول الأوروبية

#### ائتلافات متعددة الجنسية
تنتمي العديد من الأحزاب السياسية اليسارية والشعبوية في أوروبا إلى اليسار المتحد الأوروبي/اليسار الأخضر النوردي.

#### ألمانيا
جرى تناول حزب الاشتراكية الديمقراطية تحت ظل الشعبوية اليسارية بشكل صريح، وخاصة من قِبل الأكاديميين الألمان. شُكل الحزب بعد إعادة توحيد ألمانيا وكان مشابهًا لأحزاب الشعبوية اليمينية من ناحية أنه اعتمد على معاداة النخبوية ومن ناحية الاهتمام الإعلامي الذي أولته قيادة كاريزمية. تنافس الحزب، إلى حد ما، على نفس قاعدة الناخبين مع أحزاب الشعبوية اليمينية، إلا أنه اعتمد برنامجًا انتخابيًا أكثر جدية في ألمانيا الشرقية. كان هذا البرنامج محاطٌ بحسٍ مناهض للهجرة فضله بعض الناخبين، إلا أنه جرى تجاوز الحدود من قِبل أوسكار لافونتين، الذي استخدم مصطلحًا ارتبط سابقًا بالحزب النازي، فريمداربيتير («العمال الأجانب»)، في حملته الانتخابية عام 2005. أُدمج حزب الاشتراكية الديمقراطية (بّي دي إس) في حزب اليسار في عام 2007.

#### اليونان
وُصف حزب سيريزا، الذي أصبح أكبر حزب منذ انتخابات يناير 2015، بأنه حزب شعبوي يساري بعد أن ضم برنامجه الانتخابي معظم مطالب الحركات الشعبية في اليونان خلال أزمة الدين الحكومي. تشمل الخصائص الشعبوية في برنامج سيريزا الأهمية المتزايدة «للشعب» في خطابهم والعدوانية في إدارة الحملات من خلال مفهوم «نحن (الشعب) ضدهم (المنظومة الحاكمة)». فيما يتعلق بالهجرة وحقوق المثليين، فإن سيريزا حزبٌ شمولي. لا يقبل سيريزا في حد ذاته تسمية «الشعبوية».

#### إيطاليا
غالبًا ما توصف حركة النجوم الخمسة الإيطالية (إم 5 إس)، التي أصبحت أكبر حزب في الانتخابات العامة لعام 2018، بأنها حزبُ خيمة شعبية كبيرة، ولكنها توصف أيضًا في بعض الأحيان كحركة شعبوية يسارية؛ في الواقع، تُشير عبارة «النجوم الخمس» إلى خمس قضايا رئيسية للحزب، وهي نظام المياه العامة والنقل المستدام والتنمية المستدامة والحق في الوصول إلى الإنترنت وحماية البيئة، وتُعد مقترحات نموذجية للأحزاب الشعبوية اليسارية. على أي حال، رغم خلفيتها في السياسات اليسارية، فقد عبرت حركة إم 5 إس في كثير من الأحيان عن وجهات نظر الجناح اليميني بشأن الهجرة.
في سبتمبر 2019، شكلت حركة إم 5 إس حكومة مع الحزب الديمقراطي وسط اليسار والحزب اليساري الحرية والمساواة، برئاسة جوزيبي كونتي. أُشير إلى هذه الحكومة في بعض الأحيان باسم مجلس الوزارء الشعبوي اليساري.